# غاي بلوك
غاي بلوك (بالإنجليزية: Gay Block)‏ هي مصورة أمريكية، ولدت في 5 مارس 1942 في هيوستن في الولايات المتحدة.